# Biserica de lemn din Cizer
Biserica de lemn din Cizer datează din anul 1773 și se păstrează din 1968 în Parcul Etnografic Național „Romulus Vuia” din Cluj-Napoca. Din punct de vedere arhitectural, biserica prezintă calități tehnice, formale și decorative datorită cărora este considerată  una din cele mai reprezentative dintre lăcașurile de lemn din Transilvania.
Biserica are o valoare istorică deosebită, fiind considerată lucrarea meșterului de biserici Vasile Nicula Ursu, cel care, sub numele de Horea, a intrat în istoria națională ca luptător pentru drepturile celor asupriți și martir al răscoalei țărănești din 1784. Lăcașul are puterea de a evoca evenimentele deosebite petrecute în sânul comunității, cu valoare de referință pentru întreaga zonă. În anul răscoalei, cizăranii s-au solidarizat cu Horea, refuzând afișarea patentei imperiale pe ușa bisericii. Aici s-a strâns suflarea satului în anul revoluției de la 1848, să-l asculte pe Avram Iancu, care îi îndemna pe țărani să se scuture pentru totdeauna de umilințele iobăgiei. Aici s-au rugat românii pentru înfăptuirea unirii celei mari și pentru toți cei chemați pe front, în marea bătaie.
Lăcașul de lemn este un prețios martor etnografic și social al unor tradiții pierdute în timp. Aici era locul de judecată al adunărilor obștești, conduse fie de voievodul zonei fie de cneazul sau judele satului, până în amurgul secolului 19. Tot până în acele vremuri, în bătătura bisericii s-a ținut și danțul satului. Până înainte de mutarea în muzeu, în ea și în jurul ei s-au ținut vechile obiceiuri de pomenire ale strămoșilor plecați „în cé lume”.

## Documentare
Vechea biserică de lemn din Cizer a fost mai întâi documentată de cercetătorul Leontin Ghergariu, încă din anii interbelici. O contribuție importantă a adus Valeriu Butură, directorul Muzeului de Etnografie din Cluj, care a publicat în 1963 primul studiu monografic dedicat acesteia, un studiu care rămâne de referință până astăzi. Din inițiativa sa, biserica a fost salvată în 1968, prin transferul ei în muzeul în aer liber din Cluj. În aceeași vreme a fost publicat și studiul lui Atanasie Popa dedicat aceleași biserici. Acesta a tratat mai pe larg pictura interioară în care a distins doi zugravi diferiți în altar și navă. Istoricul David Prodan a reluat tema bisericii de lemn din Cizer schițând portretul de meșter a lui Horea, în 1965. În 1968, Paul Abrudeanu a popularizat istoria bisericuței de lemn în revista de circulație Magazin Istoric, extrăgând date din lucrarea sa monografică dedicată localității. După aceste eforturi, biserica nu a mai lipsit din aproape nici un studiu, lucrare sau album mai important dedicată arhitecturii tradiționale din zonă și din țara noastră.

## Istoric
Mesajele săpate în portalele de trecere dintr-o încăpere în alta datează construcția acestei biserici din anul 1773. Astfel se poate citi inscripția în chirilice de peste intrarea în tindă: „Ani de la H[ri]s[tos] 1773”. A doua pisanie, de peste intrarea în naos, era mai cuprinzătoare dar a fost fragmentată de înălțarea golului ușii la 1854. Se mai pot, totuși, citi următoarele: „1773 ... ..migană samă eu ... cu m.. ... [Dumne]zău sau ... noi o mănă de ... de 24 de ani.” A doua pisanie amintește, în finalul ei, de cei 24 de ani fără biserică, ceea ce sprijină tradiția că biserica anterioară a ars odată cu un incendiu în pădurea de pe Coastă, pe la mijlocul secolului 18, (1749 conform pisaniei). În tot acest timp, de aproape un sfert de secol, slujba s-a ținut într-o casă, păstrată astăzi ca muzeu, în sat.

### Meșterii

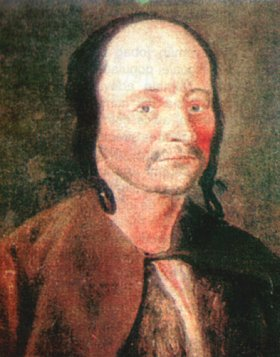
Horea, Vasile Nicula „Ursu”

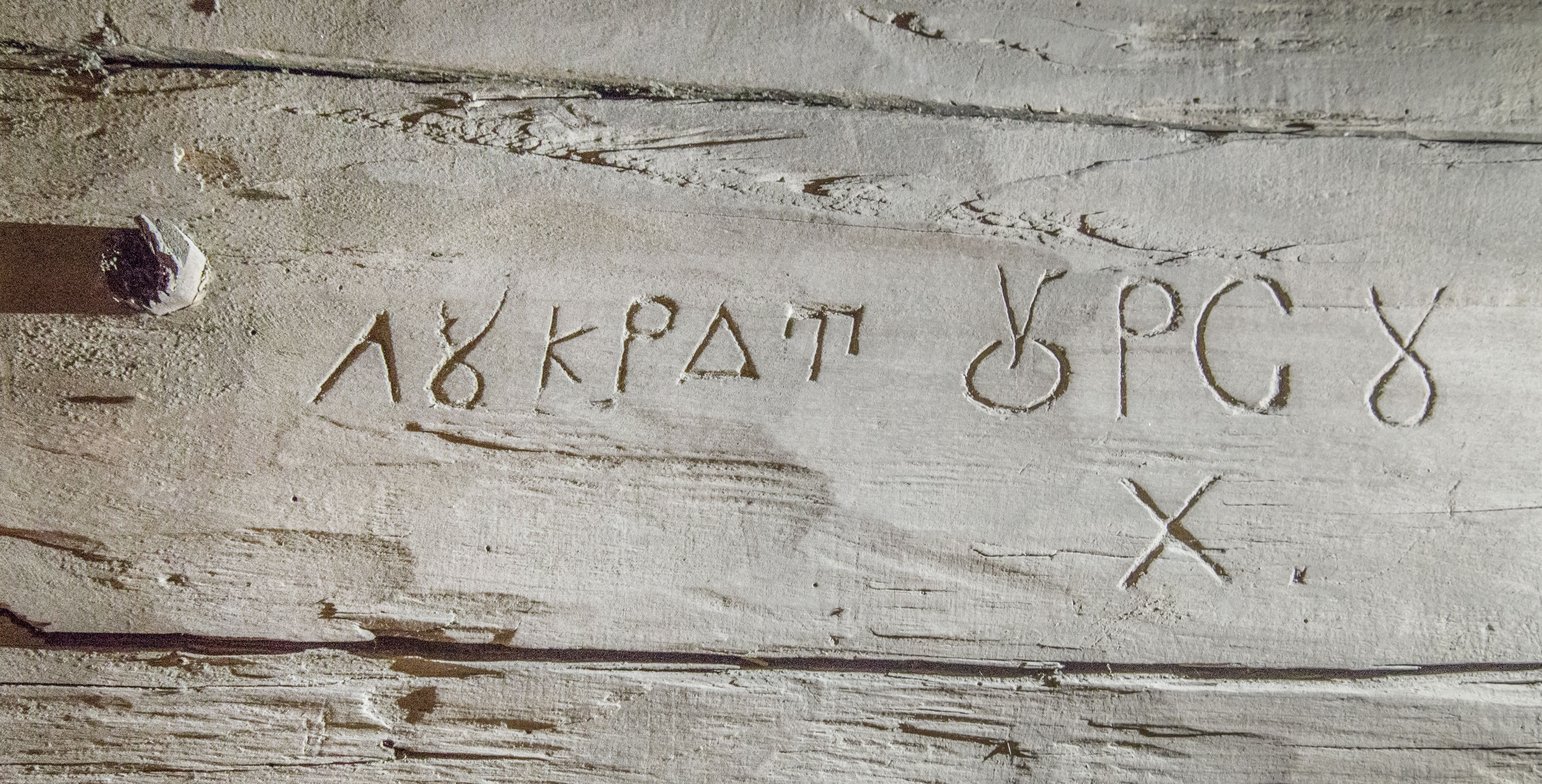
Semnătura lui Horea pe bolta bisericii: „lucrat Ursu H(orea)”.

Tradiția locală atribuie ridicarea bisericii meșterului Horea. Acesta a locuit în acea perioadă în apropierea satului, pe Valea Gherminu Oștenii, pe domeniul familiei Banffy, familie care avea în posesie și satul Cizer. Tradiția este susținută de inscripția: „lucrat Ursu H(orea)”, incizată pe o grindă a boltei, un loc neobișnuit pentru o semnătură. Horea însuși menționează în testamentul său că a fost dator cu 44 floreni lui „Nicula Ion a Neamțului, meșterul care a făcut biserica din Țăzeri”. Referirea la un alt meșter nu exclude participarea sa. Din contră, menționarea datoriei sugerează că cel care a primit banii, în urma târgului de construcție, a fost Horea. El a fost implicat în ridicarea bisericii, desigur, împreună cu Nicula Ion a Neamțului. Meșterii de biserici lucrau adeseori câte doi, de obicei legați prin legături de sânge. Vasile Nicula și Ion Nicula puteau fi, așa cum a susținut Valeriu Butură, rude din neamul Niculeștilor, de origine din Arada, în Țara Moților. 
Un deceniu mai târziu, Horea a jucat un rol principal în desfășurarea răscoalei țărănești de la 1784, intrând, prin martiriul său, în istoria națională. Datorită acestui destin unic, documentele vremii au surprins crâmpeie din viața lui. Se cunosc, de asemenea, mai multe imagini de epocă cu acest meșter de biserici, care, altfel, era menit să rămână anonim.

### Cronologie
1749: Vechea biserică a ars. Din biserica de lemn veche s-au păstrat până azi două icoane împărătești, Mântuitorul și Sfântul Nicolae, pictate de zugravul Andrei din Șumfalău, probabil prin anii 1720. Slujba s-a ținut 24 de ani într-o casă de lemn, până la ridicarea bisericii noi.
1773: Biserica a fost ridicată prin meșterii Nicula Ion a Neamțului și Horea, Vasile Nicula „Ursu”.
1776: Lăcașul a fost binecuvântat în vara anului 1776 de către episcopul unit Grigore Maior, aflat în vizită canonică în comitatele Solnocul de Mijloc, Crasna și Dăbâca. Întreaga comunitate, de 91 de familii, este înscrisă de episcop în cuprinsul Episcopiei unite de Făgăraș-Alba Iulia.
1773-1800: Întreg interiorul a fost pictat.
1784: Locuitorii din Cizer refuză afișarea patentei imperiale pe ușa bisericii, sprijinind astfel răscoala lui Horea.
1784: Prima vizită canonică a episcopului Ioan Bob, de la Blaj.
1793: A doua vizită canonică a episcopului Ioan Bob, de la Blaj.
1815: Înzestrarea cu patru icoane mari, pictate pe sticlă, de Nicula. Ele se aflau în 1878 în naos iar în 1931 pe cafas. Arhanghelul Mihail și Maica Domnului cu Pruncul se păstrează în colecțiile Muzeului Etnografic al Transilvaniei din Cluj, cea din urmă fiind datată.
1822: Antimis de la episcopul ortodox al Transilvaniei, Vasile Moga, cu sediul la Sibiu, dăruit bisericii S[finții] Îngeri din Cizer.
1824: Introducerea matricolelor de evidență ale comunității greco-catolice din Cizer: botezați, căsătoriți și decedați (s-au păstrat doar cele de după 1858).
1835: Preotul Damian Pap.
1842: Preotul Ioan Pap, activ până în ianuarie 1870.
1850-1875: înzestrarea bisericii cu un nou rând de icoane de Nicula, în număr de 15, aflate în 1878 în altar, dintre care se mai păstrează opt.
1853: Parohia Cizer este cuprinsă în Episcopia greco-catolică de Gherla, desprinsă din Episcopia de Făgăraș-Alba Iulia.
1854: A fost tăiată și vopsită ușa spre naos.
1858: Antimis de la episcopul Gherlei, Ioan Alexi.
1860: S-au făcut mici reparații la acoperișul și turnul bisericii.
1870: Teodor Nichi, noul preot, activ până în ianuarie 1878.
1878: 31 ianuarie, inventarul bisericii, alcătuit cu ocazia introducerii în parohie a noului preot, Gregoriu Cardoșiu (activ până în vara anului 1885).
1885: decembrie, introducerea noului preot, Aurel Orian (activ până în vara anului 1931).
1902-1912: Un cafas a fost ridicat în navă, pentru elevi și tineri, cu intrare prin pod și scară în tindă, la inițiativa învățătoarei Maria Orian, fiica preotului Aurel Orian.
1930: Parohia este anexată în cuprinsul Episcopiei Oradei.
1931: 8 noiembrie, întocmirea unui inventar actualizat, cu ocazia introducerii noului preot, Emil Lobonțiu (activ până în 1936).
1941-1948: Preotul Dumitru Pop, ultimul preot al bisericii de lemn și îndemnătorul ridicării bisericii noi de zid. De asemenea, ultimul preot greco catolic, până la interzicerea cultului greco-catolic de către regimul comunist.
1946: Funcția de biserică parohială a fost preluată de o nouă biserică de zid, în centrul satului, biserica de lemn a rămas capelă de cimitir.
1955: Biserica a fost declarată monument istoric.
1968: Biserica a fost mutată și restaurată în Parcul Etnografic Național „Romulus Vuia” din Cluj-Napoca. Cafasul a fost eliminat. La plecare din sat, cizăranii și-au luat rămas bun cu strângere de inimă de la bătrâna lor biserică, adunați la porți și de-a lungul drumului țării, spre Ciucea.

### O descriere din anul 1878

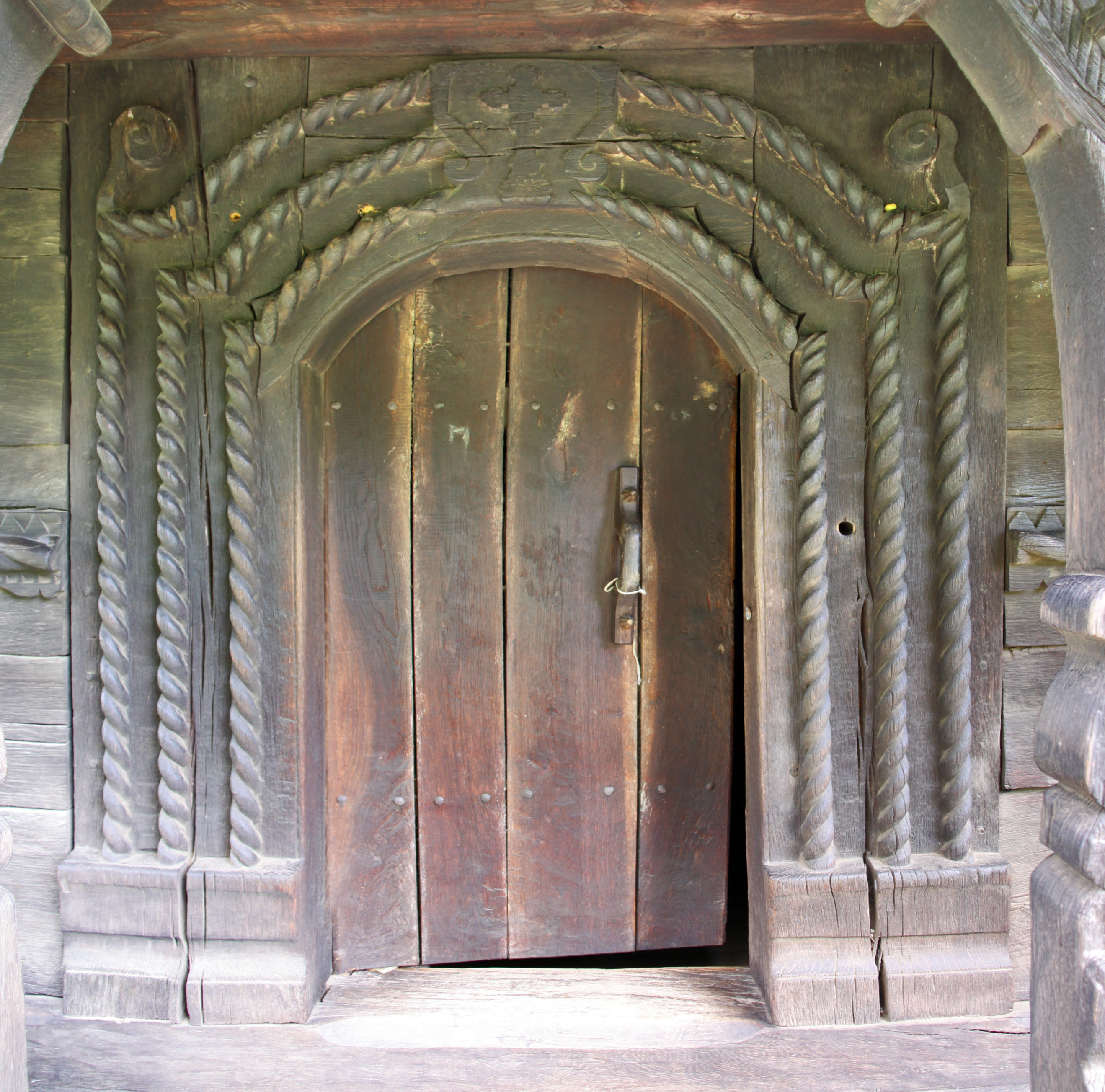
Portalul de la intrare, datat 1773. Pe ușa bisericii se puneau ordinele imperiale și ale gubernului Transilvaniei. În anul 1784 cizăranii s-au solidarizat cu răsculații conduși de Horea refuzând afișarea pe această ușă a ordinelor de a îndeplini muncile iobăgești. Foto: 2009.

La un secol de la ridicarea ei, în anul 1878, biserica a fost descrisă într-un așa numit inventar, întocmit cu ocazia schimbării preotului-paroh. Inventarul surprinde pe lângă date concrete legate de biserică și detalii despre obiecte, veșminte și cărți folosite în slujbele curente. 
„Baserica parochiala a Ciseriului e facuta din lemnu cu boltitura de scanduri, sunt 6 feresti mici fara titini, usia una cu zaru de lemnu in stare re, podita pe giosu cu scanduri, acoperisiu bunu, peste totu in stare suferibila, de 7½ stanjen lunga și 3 stangeni lata. In altariulu basericei se afla masa altariului de peatra invelita cu duó invelitóre una de giolgiu una de panza impestrita, pe altariu este lacrutie de feru pentru s[fânta] Cuminecatura, icónele S[fânta] Treime si Restignirei, antimisulu santitu de episcopulu Ioanu candva Alexi in anulu 1858, s[fânta] evanghelie tiparita in Blasiu in anulu 1765, legata bine, lyturgiconu tiparit in Bucuresci in anulu de la facerea lumei 7225, tri [s]festnice de lemnu, si unu tabernaculu de lemnu, unu blidutiu de lemnu pentru tamaie, duo renduri de vestminte preotiesci, unulu bunu si unulu reu, ambele constase din: 2 felóne, duo petrafire, 4 manecari, unu brau de pansa, duo aerióne, duo camasi de giolgiu comunu, duo cadelnitie de arema si unu clopotielu. Pentru masa punerei inaine este una scandura pusa pe duo cuie de lemnu, invelita cu una invelitóre de pansa, pe care sta unu sfantu potiru de parfong auritu cu discosulu si steua aurite, una linguritia de parfongu si duo procovetie de pansa, tri purificatóre de pansa, una facia de masa de pansa de acoperitu vestmintele, tri sterguri de mana de pansa, una ulcica de lutu de tinutu apa, unu taieru de lemnu pentru tienutu anaforei; se mai afla unu sfesnicu de arama, cu duo crengari, stricatu, unu potiru de cusatoriu, vechiu, unu sfesnicu de glagie, unulu de lemnu, una masutia, una ladutia pentru lumini, 15 icóne de la Nicula, 3 firhonguri, duo scanduritie pe care se punu prescurile.”
„In baserica barbatiloru este iconostasiu vechiu de lemnu facutu in anulu 1771, duo strane pentru cantareti, in care se afla urmatórele carti: Octioiculu mare tiparitu in Rimnicu la anulu 1763, Triodionu tiparit in Blasiu in 1771 legatu bine, Mineiu legatura slaba, tip[aritu] in Rimnicu la 1772, Strasnicu tiparitu la Blasiu in 1770, Apostoleriu tiparitu la Bucuresci 1774, Psaltirea tiparita Blasiu, Ciaslovu tiparitu in Sabiiu in 1790, Catavasieriu tiparitu in Blasiu in 1764, Cyriacodromionu tiparitu la Bucuresci 1773, tóte legate bine. Se mai afla totu in baserica barbatiloru, una mesa, duo sfesnice de lemnu, unu scaunu invelitu cu duo invelitóre, una de pansa una de lana, pe care sta icóna Invierei, duo cruci de lemnu, duo prapore de panura, unulu cu icónele restignirei si alu invierei, si altulu cu icónele restignirei si alu incoronarei Maicei Precurete prin S[fanta] Treime, tri icóne mari alora: Isusu Cristosu, Mariei si a s[fantului] Nicolae, invelite cu sterguri de pansa, 11 icóne a deosebiteloru prasnice, una perie de maturatu, duo lavitie lungi, 13 scaune mai mici, 4 icóne de la Nicula, si una scandura de tienutu cartile.”
„In baserica femeiloru [este] una masa rotunda acoperita cu una invelitóre de pansa, 4 icóne mari acoperite cu patru sterguri de pansa, tri icóne micutie, unu scaunu lungu. In turnu basericei [este] unu clopotu de 150 funti, alu doile de 100 funti.”

## Trăsături

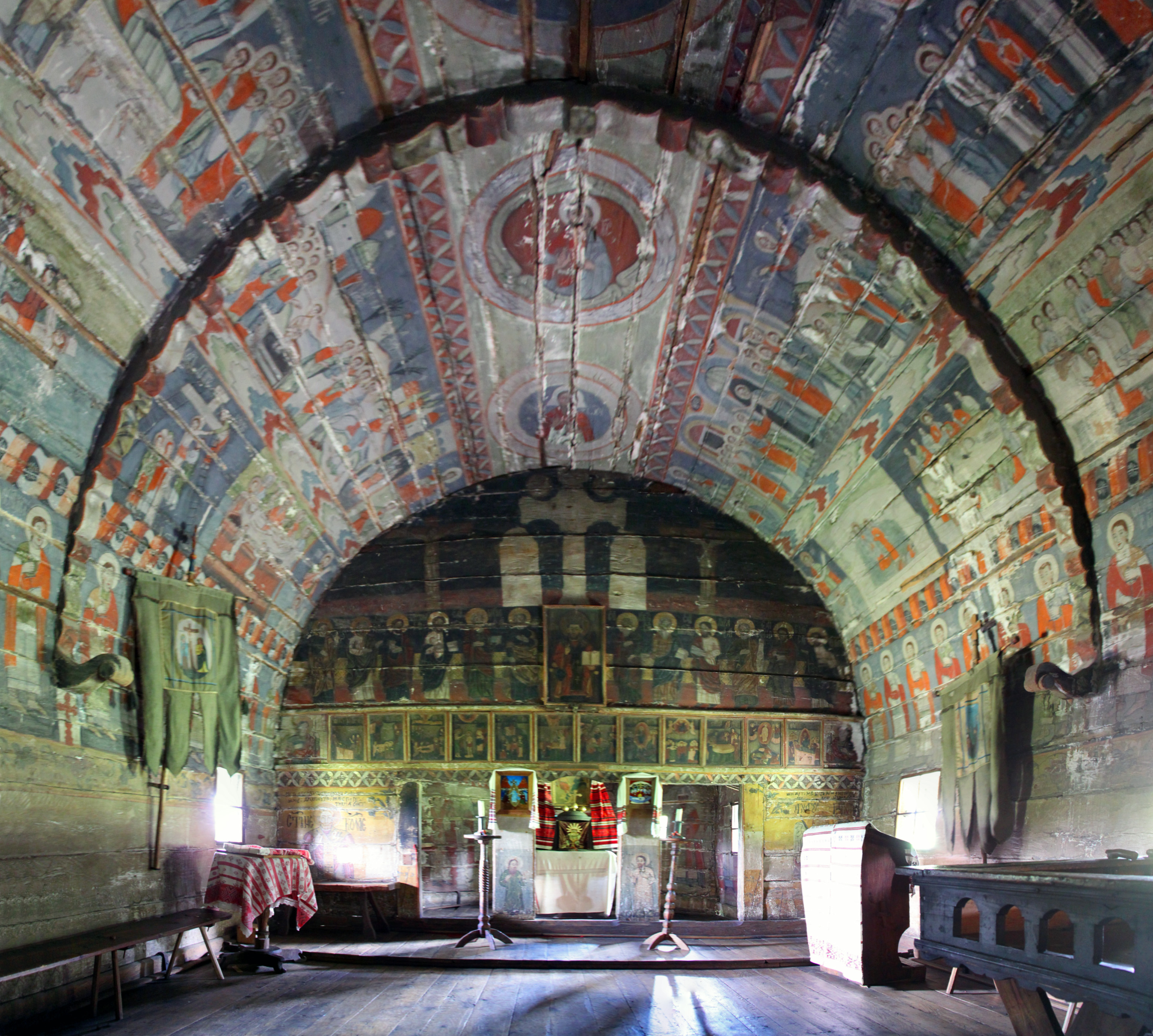
Interiorul pictat al bisericii bărbaților (naosul), perspectivă spre iconostas. Foto: 2009.

Biserica din Cizer este o capodoperă a artei de a construi și a decora in lemn. 
Așa cum a remarcat cercetătorul clujean Ioan Toșa, biserica are un tip de plan dintre cele mai evoluate din Transilvania. Planul a fost trasat, conform tradiției, dreptunghiular, cu absida altarului decroșată și poligonală. În plan se disting, mai ales, forma poligonală a pronaosului și pridvorul perimetral. 
În interior se remarcă bolta semicilindrică, iconostasul și pereții, pictați într-o paletă coloristică variată, cu multe scene încă bine păstrate. În interior se pot observa două etape de execuție a picturii. Pictura cea mai veche, în care domină galbenul auriu, se află în tindă, precum și în partea de jos a pereților naosului. Icoana împărătească a Sfântului Nicolae a fost pictată în prima etapă, direct pe peretele iconostasului, și poartă o dedicație în chirilice: Ac[ea]sta au plătit Palaga Baboș și s[in] (fiul) Dimitrie și s[in] Gheorghie, tilid (copii) [din] sat. Pictura mai nouă, în care domină albastrul și griurile, se întinde pe boltă, în partea de sus a pereților din naos și în altar.
Bârnele au fost cioplite din „irimă de gorun de pe Coaste”, de pe locul unde a fost ridicată ea în Cizer. Bârnele au fost așezate drept și încheiate în cheotori netede cu multă atenție. Toate îmbinările par bine conservate, chiar și după mutare. Cheotorile sunt tăiate cu dinte dublu, lat și puternic retras spre interior, un tip întâlnit la mai multe biserici de lemn din Sălaj. Un rafinament tehnic specific numai bisericilor de bună calitate se poate observa între bârne, unde latul lemnului a fost scobit puțin pentru a crea o mai bună etanșeizare.
Turnul se înalță pe tălpi peste tinda femeilor, numai până la nivelul coamei acoperișului, o trăsătură specifică bisericilor din Sălaj. Peste picioarele turnului a fost așezat un foișor pentru mai multe clopote, acoperit de un coif prelung, specific zonei. Înainte de a fi mutată biserica, peste tindă, la baza turnului, a existat un cor pentru tineri, deschis spre navă prin scoaterea unor bârne. Acesta a fost ridicat înainte de primul război mondial la inițiativa învățătoarei Maria Orian, fiica preotului Aurel Orian. În timpul restaurării s-a revenit la forma inițială, fără cor peste tindă. 

### Arta meșterilor

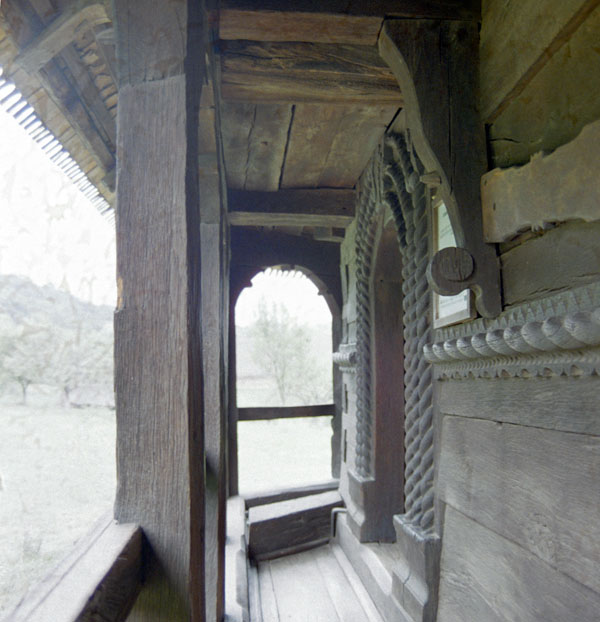
Pop cu corn, în târnaț

Inițiativa de a decora o construcție a fost întotdeauna împărțită între nevoia ctitorului de frumos și arta meșterului. În arta sa, meșterul a creat elemente specifice pe care le-a purtat în itinerariile sale adeseori ca o marcă de identitate. Nu este exclus ca această marcă-semnătură să fi fost înțeleasă în acea vreme ca o contribuție proprie a meșterului la actul de ctitorie. Meșterii au excelat la această biserică prin ornamentica variată pe care au folosit-o. Astfel, stâlpii târnațului au fost decorați cu rozete, funii, și benzi decorative peste arcadele formate împreună de stâlpi, fruntar și contrafișe. Stâlpii ce încadrează intrarea sunt marcați, în plus, cu vrejuri în partea de jos. Pereții au fost încinși, jur împrejur, cu un brâu lat, specific bisericilor de lemn din Sălaj, cu trei motive diferite, în benzi paralele, dominate de funia puternic ieșită în relief din mijloc. De remarcat că la altar, brâul, deși împărțit în trei, se reduce la numai două motive, unda apei și funia.
Portalul de la intrare este încadrat de trei funii răsucite ce trec de pe ușorii laterali în arc peste tocul ușii. Funiile se opresc în axul ușii în jurul unei cruci. Crucea este încadrată ca un scut heraldic de două elemente arcuite. Acest element decorativ dezvăluie o influență stilistică barocă. Motivul răsucit, întâlnit la portal, la popii din târnaț cât și la capetele arcului dublou de sub bolta semicilindrică a navei, amintesc de cornurile (capetele) pământului. Stâlpii tărnațului, prinși parcă într-o horă în jurul lăcașului, sunt de asemenea bogat decorați. Portalul spre navă este decorat cu vrejuri, probabil de iederă. În axul altarului se mai păstrează o mică ferestră originală cu tăietura superioară în formă de acoladă. În altar există un picior de altar tăiat dintr-un buștean sub forma unui picior de potir cu inel la mijloc, formă specifică secolului 18.

### O biserică sălăjeană
Deși amândoi meșterii au fost moți, biserica poartă trăsăturile specifice ale unei biserici din Sălaj. Meșterii s-au adaptat așadar comenzii și așteptărilor comunității din Cizer. Trebuie remarcată totuși calitatea excelentă a lucrului în lemn, o trăsătură pe care nu toate bisericile de lemn din zonă o împart.

## Imagini de arhivă

1908
în situl vechi, acoperiș cu șindrilă în solzi, 1955

## Imagini din exterior

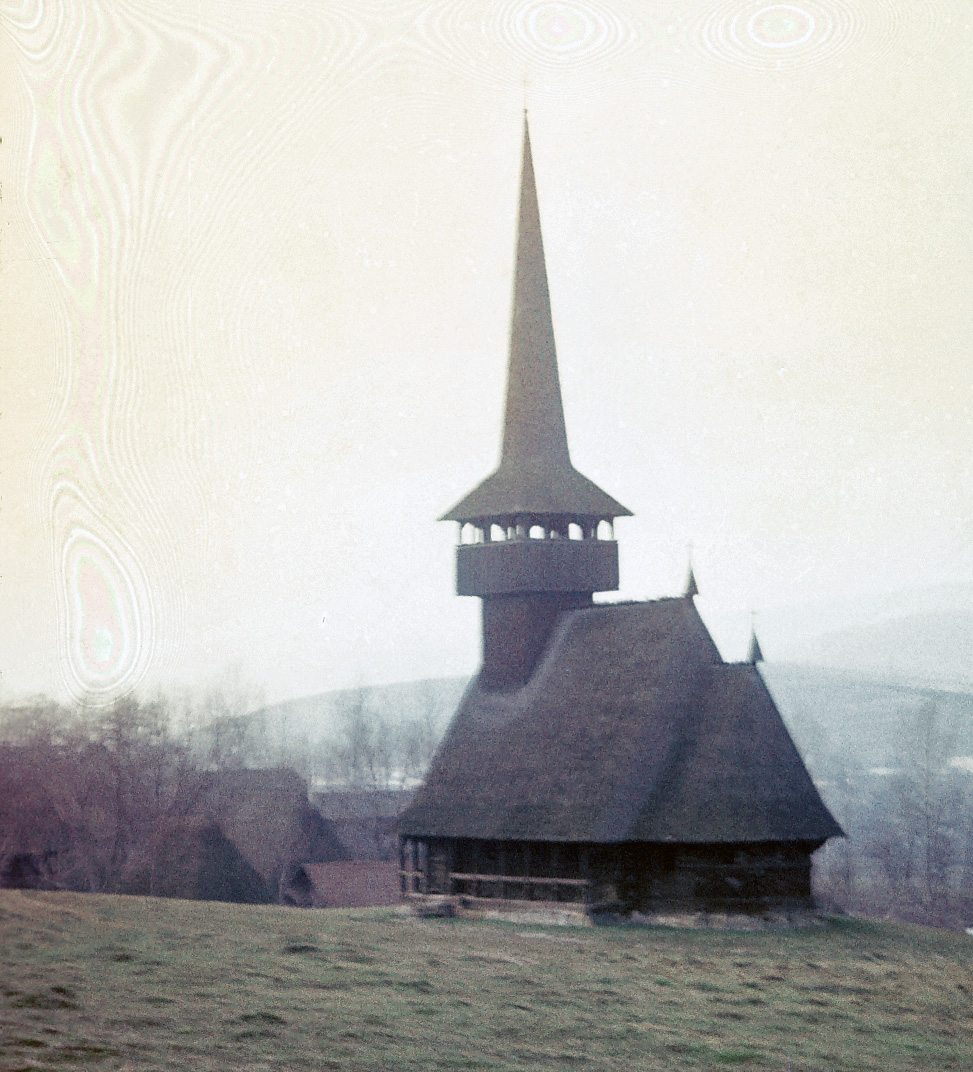
biserica de lemn din Cizer
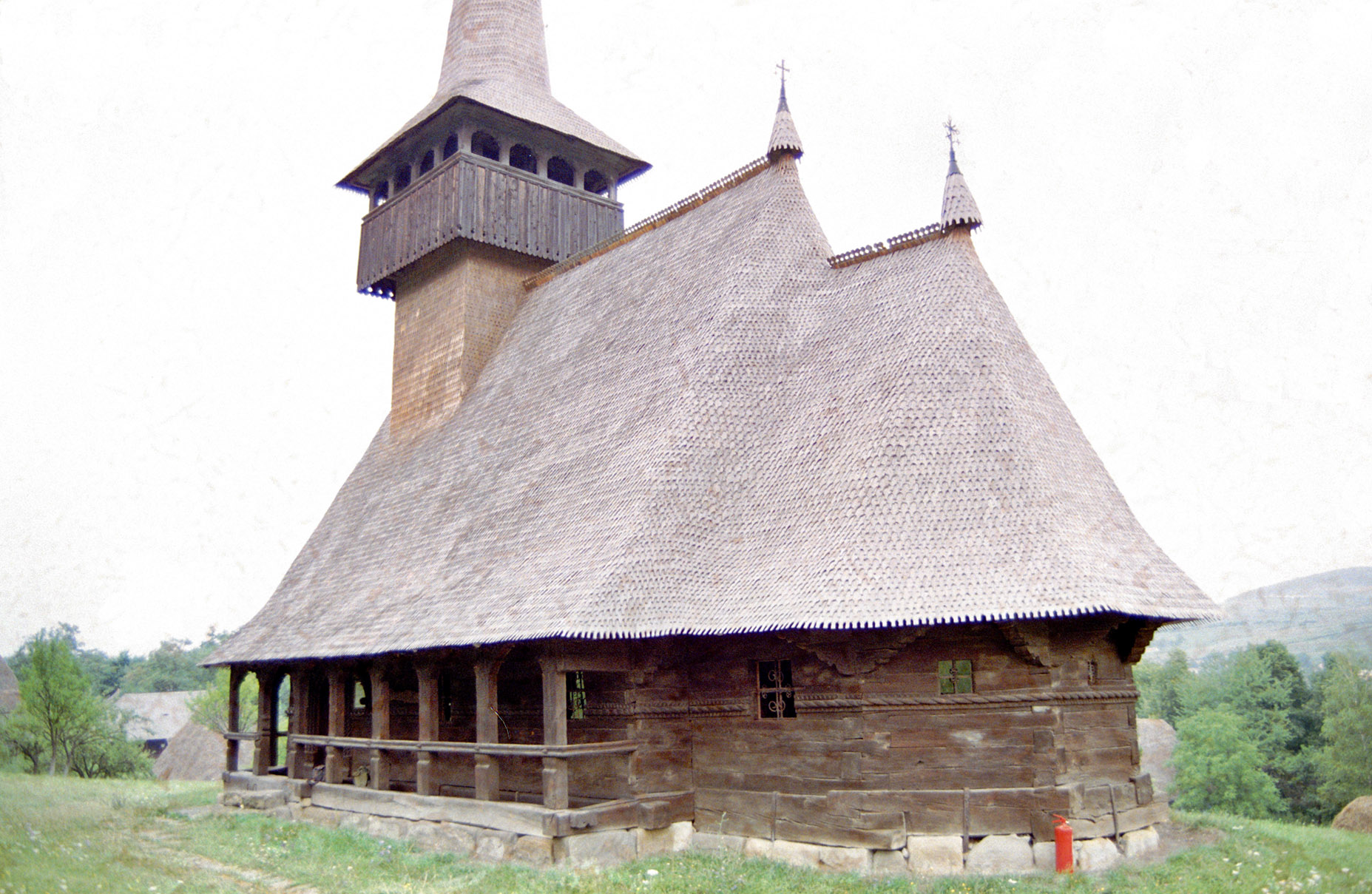
butea bisericii dinspre sud-est
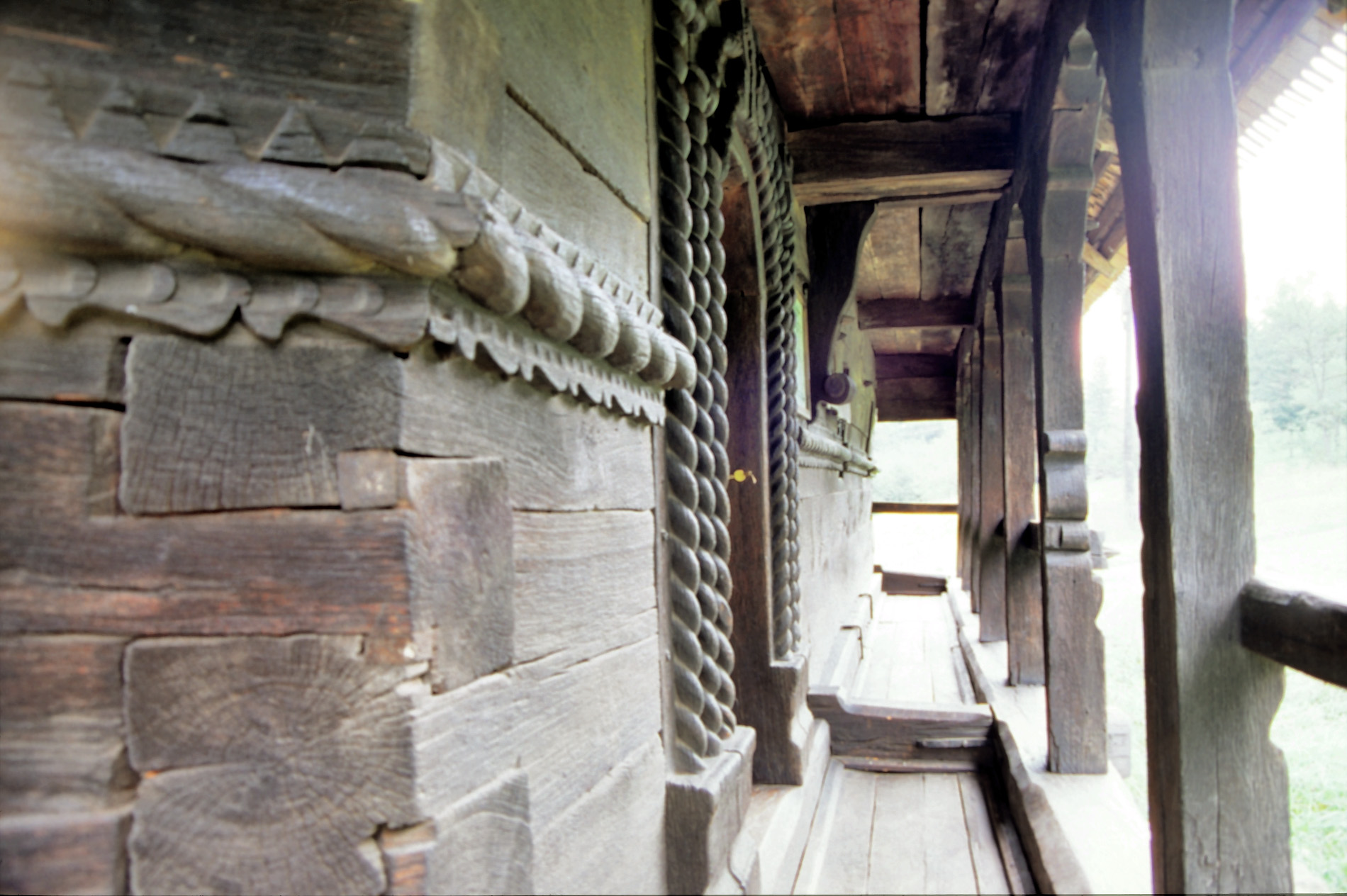
târnațul de la intrare
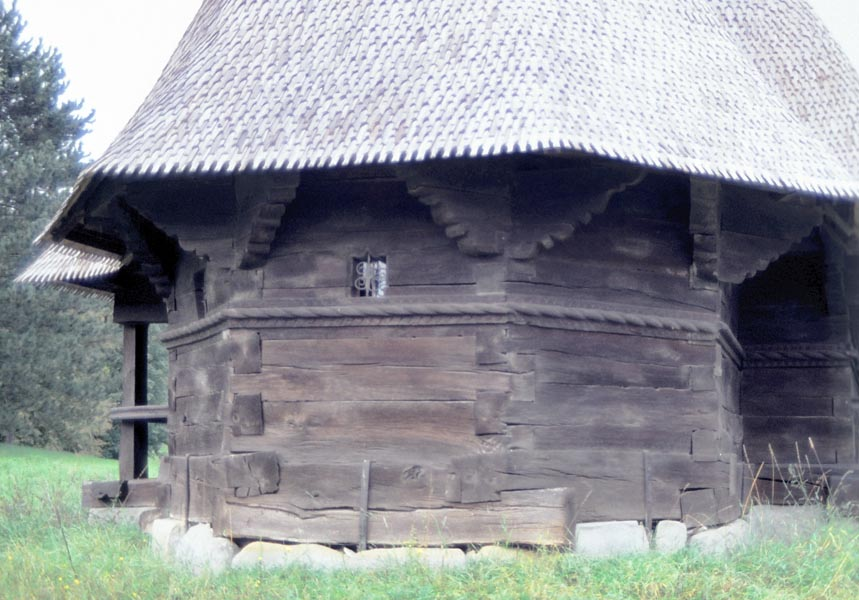
dosul altarului
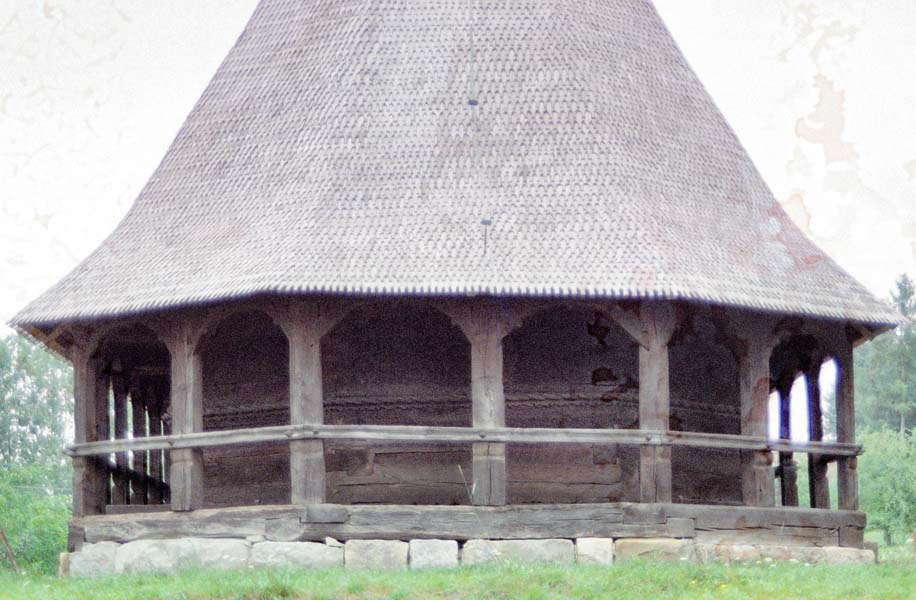
partea de apus înconjurată de târnaț
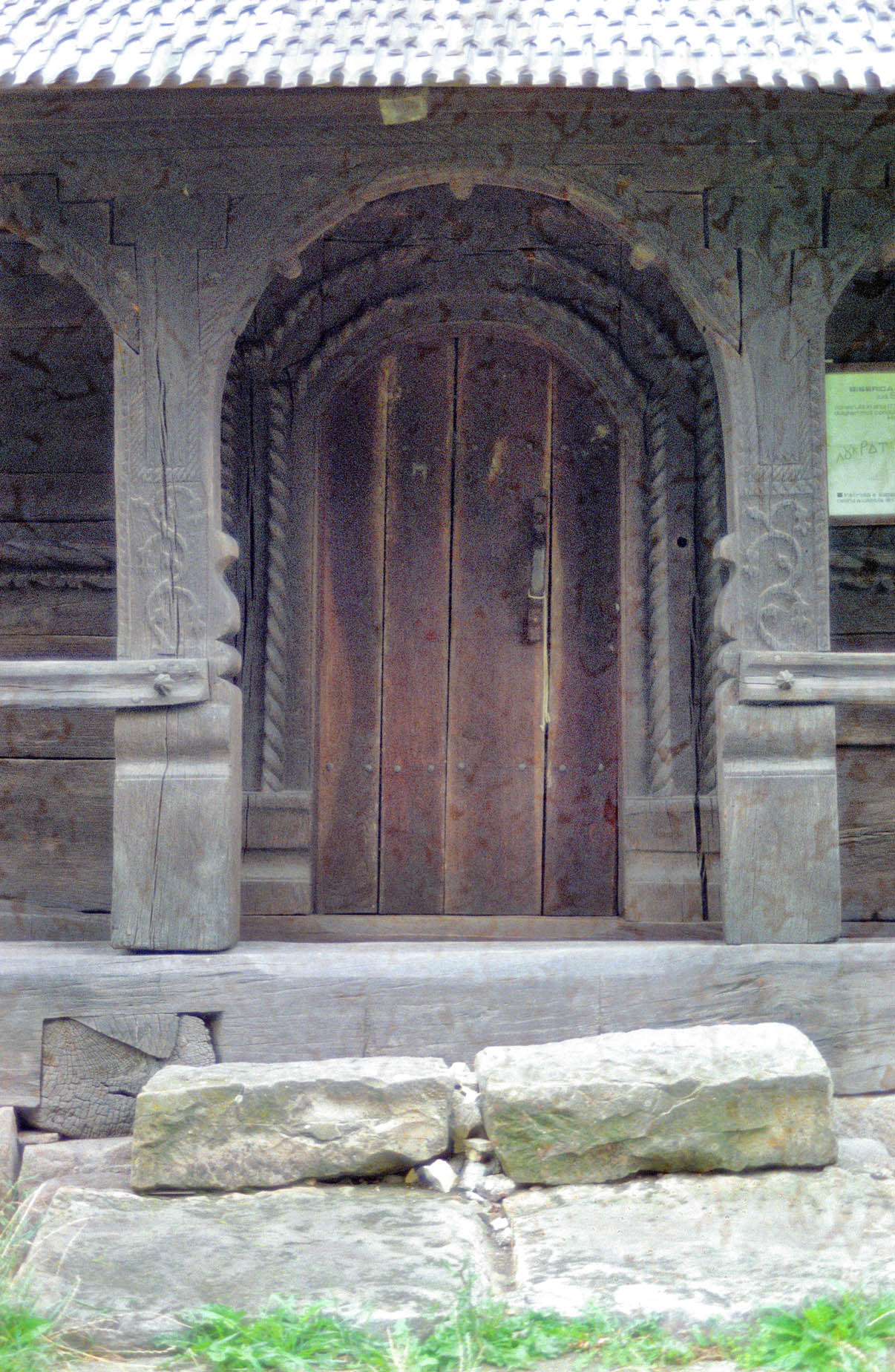
portalul la intrare
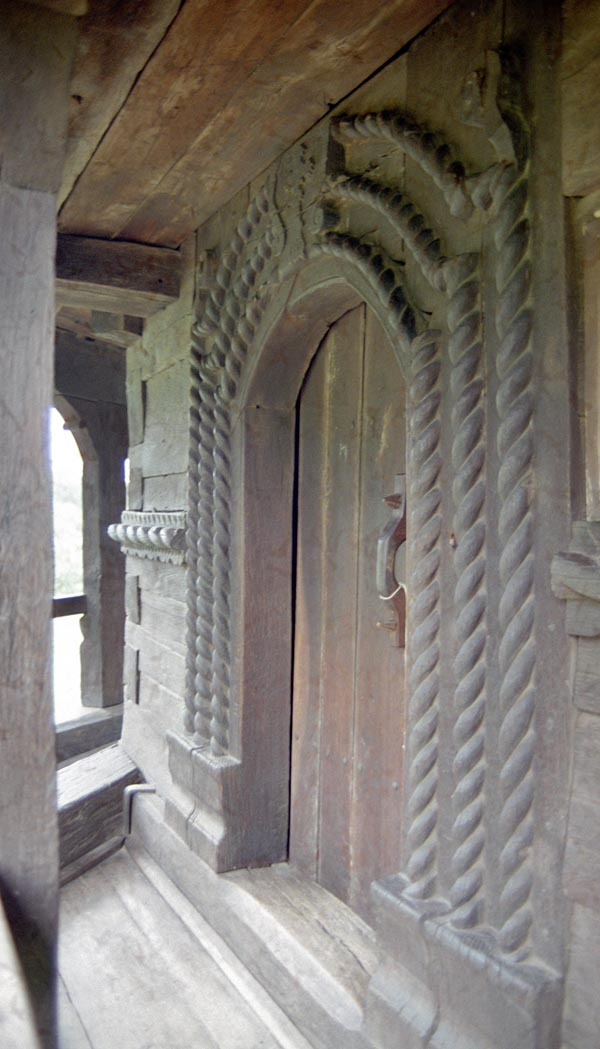
trei rânduri de funii răsucite la intrare

## Imagini din interior

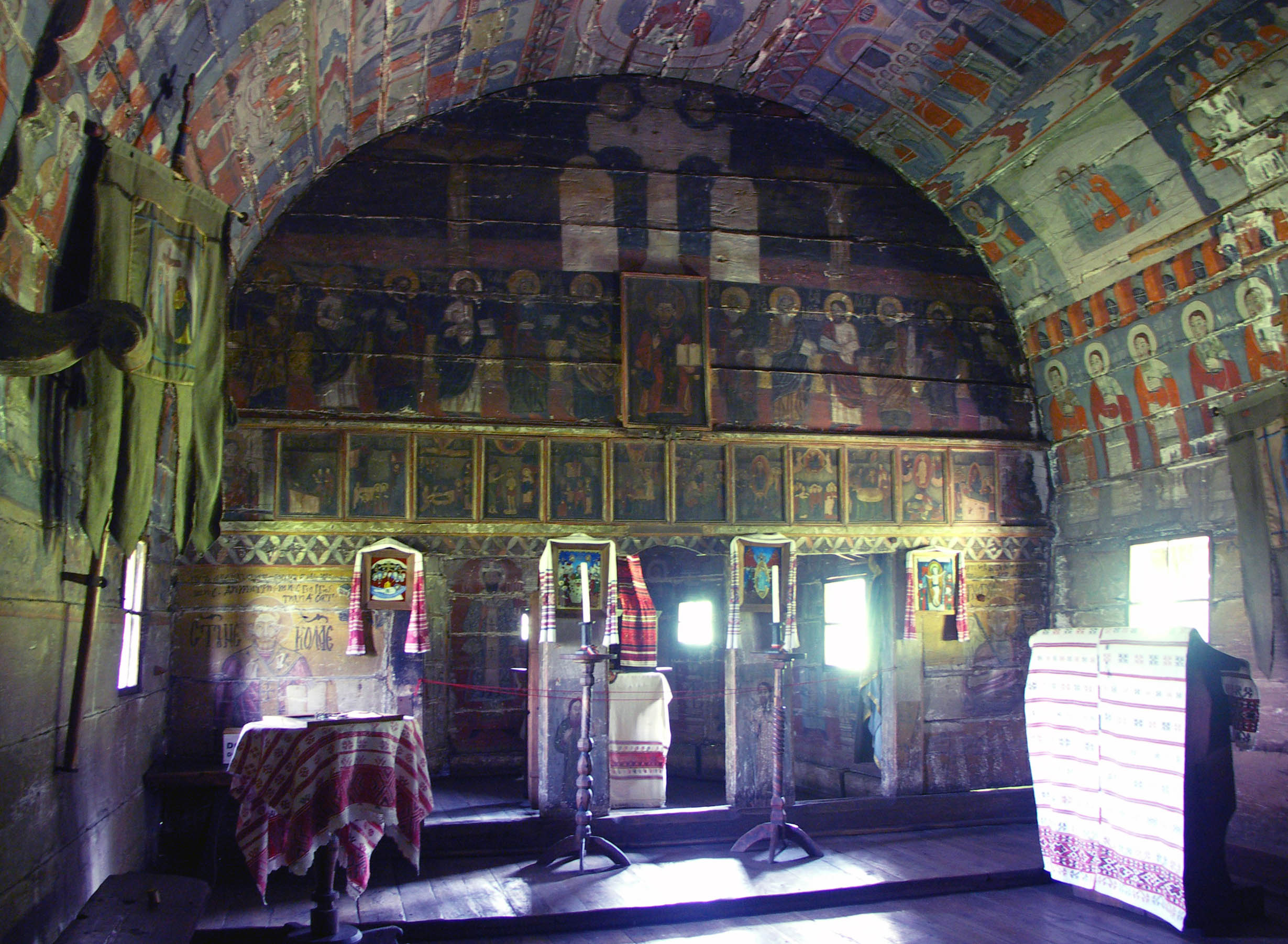
interiorul naosului, est
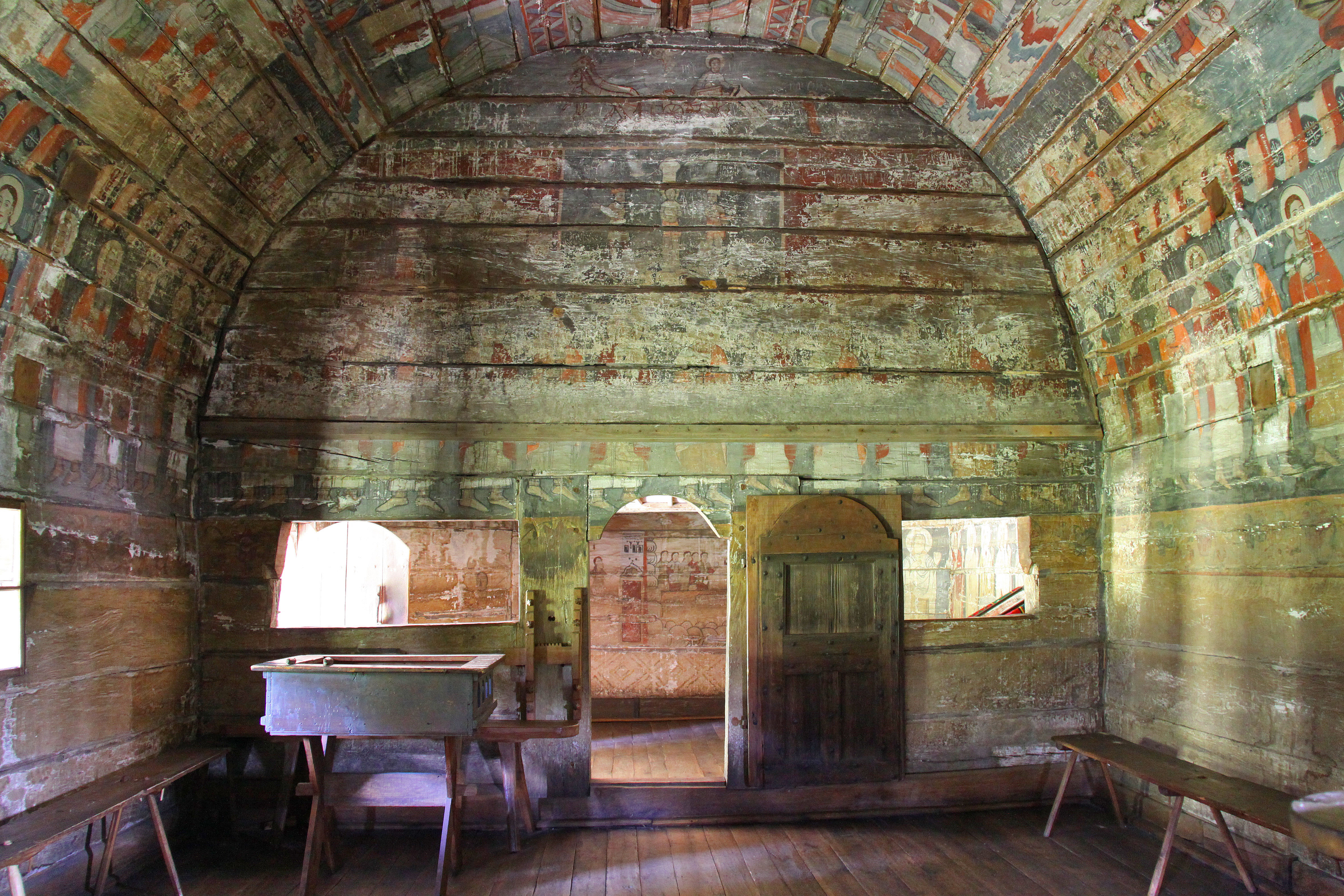
interiorul naosului, vest
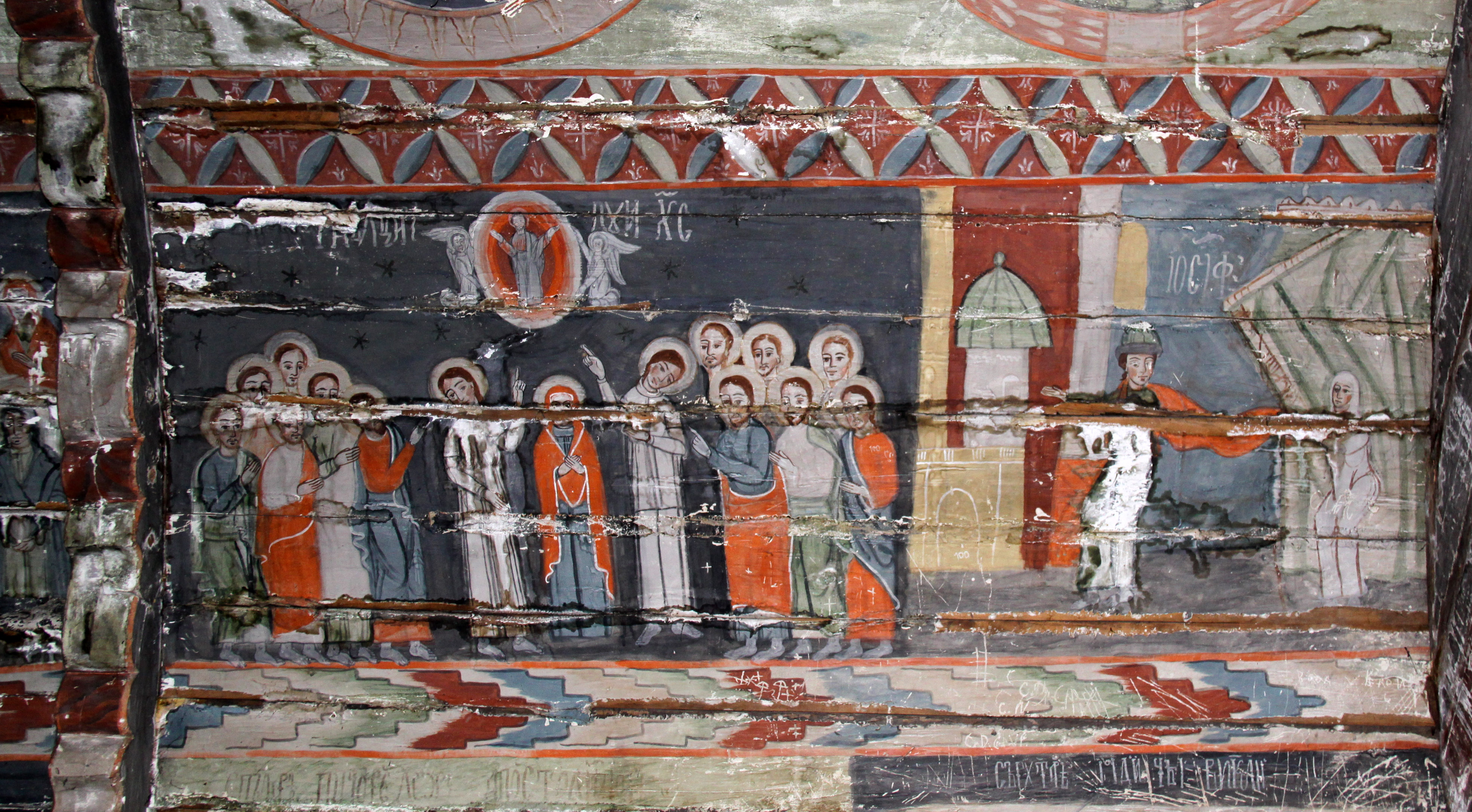
„înălțarea la cer” pictură pe boltă
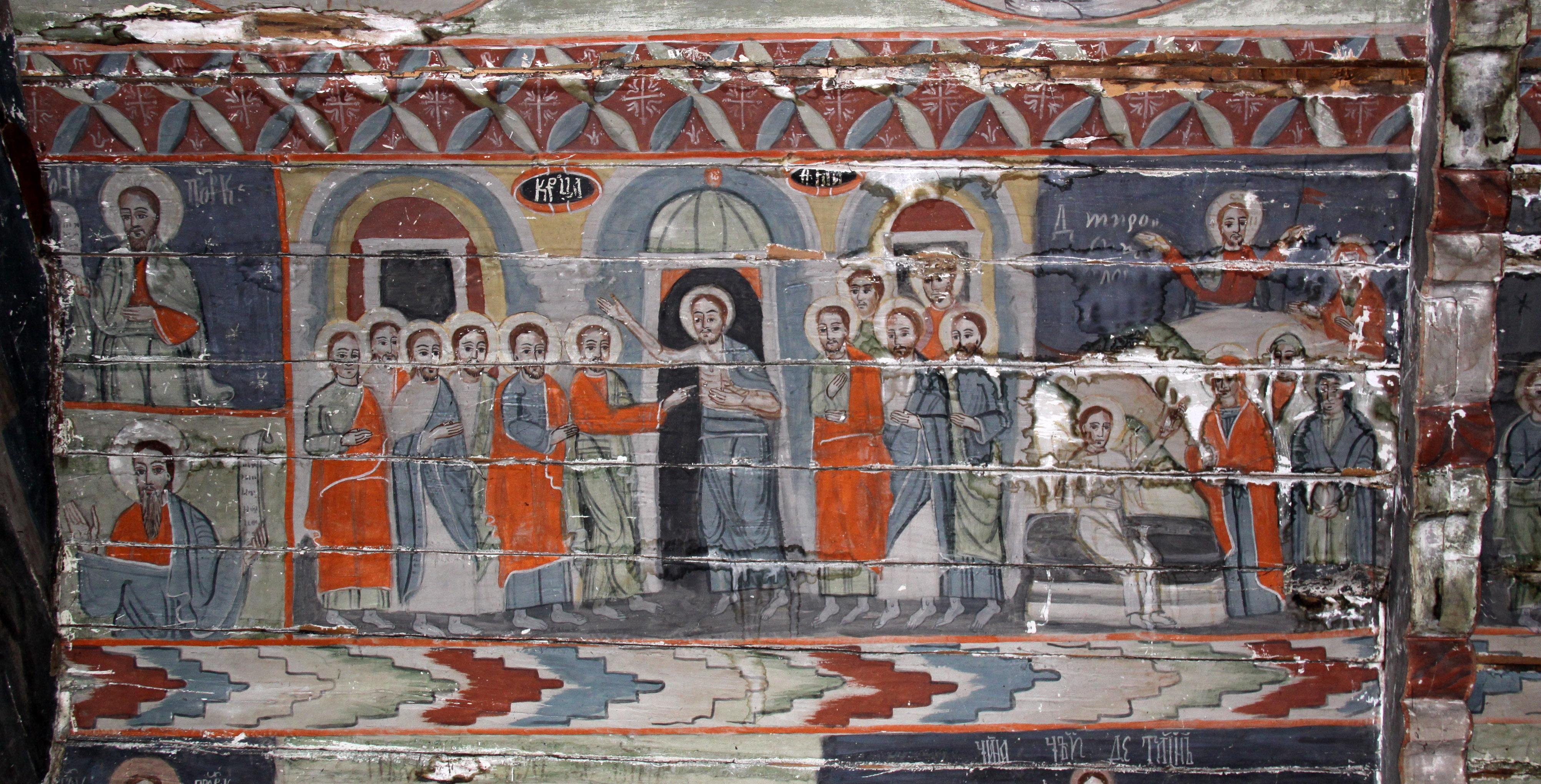
„arătarea Domnului” pictură pe boltă
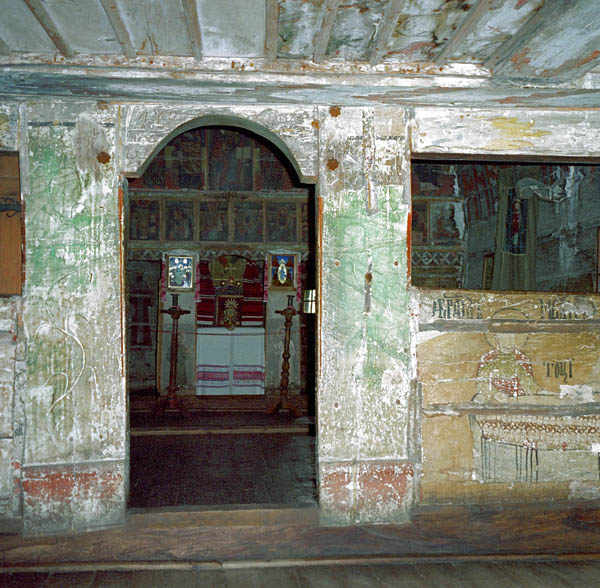
portalul spre biserica bărbaților, decorat cu vrejuri de iederă
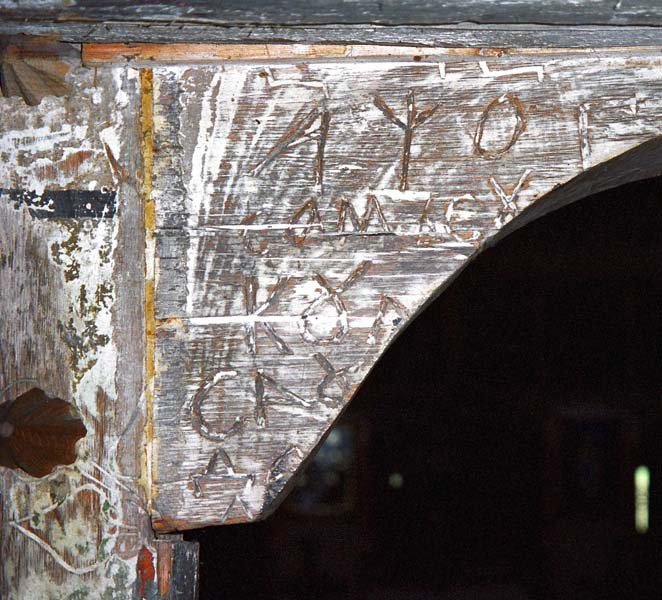
fragment de inscripție pe tocul portalului spre biserica bărbaților datat 1773
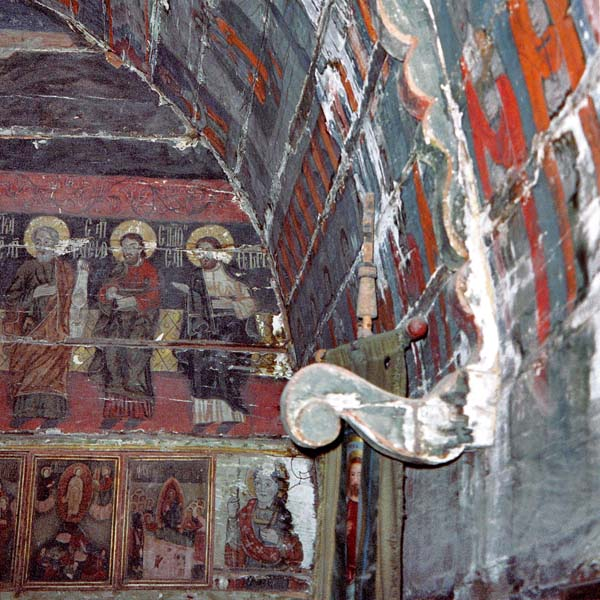
Coadă de hedyedye la arcul dublou
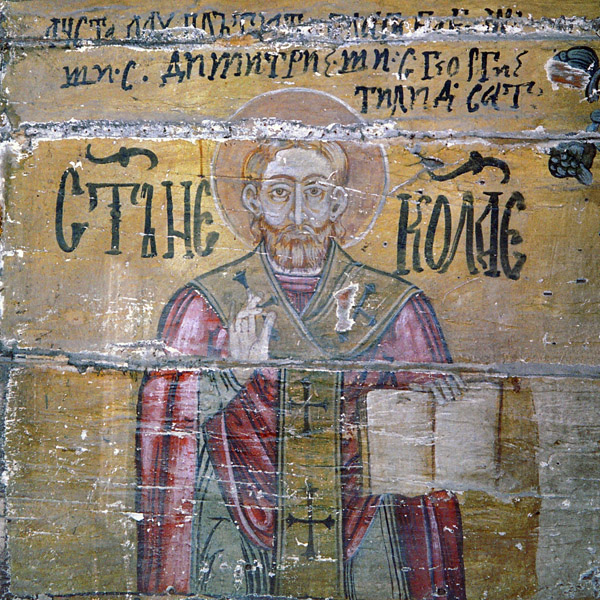
icoană împărătească a Sf. Nicolae, pictată pe peretele iconostasului
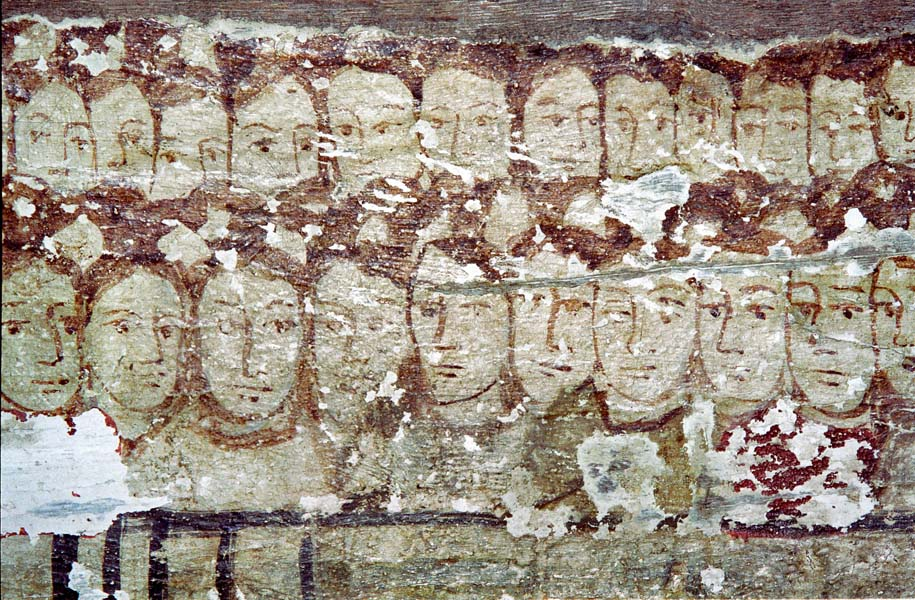
"toți drepții" adunați de Avram, Isaia și Iacov, detaliu pe peretele estic în tindă
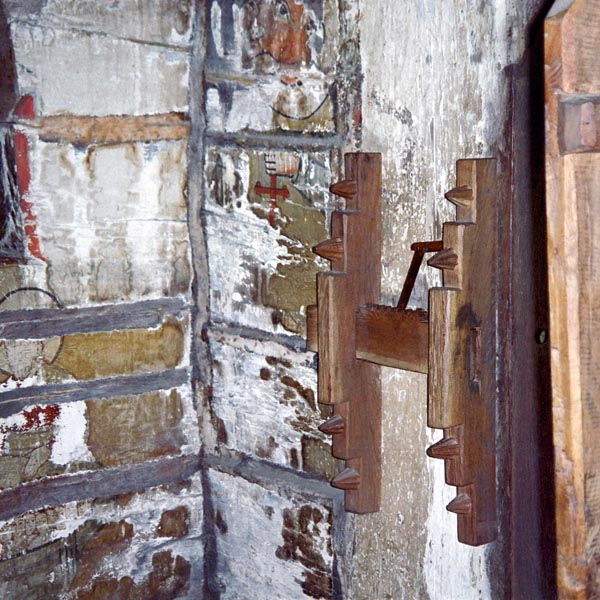
încuietoarea de lemn de la intrare